# Thoburnia
Genre
Thoburnia est un genre de poissons à "ventouse" téléostéens de la famille des Catostomidae et de l'ordre des Cypriniformes. Le genre se rencontre dans l'Est des États-Unis.

## Liste des espèces
Selon FishBase (13 juillet 2015) :
- Thoburnia atripinnis (Bailey, 1959)
- Thoburnia hamiltoni Raney & Lachner, 1946
- Thoburnia rhothoeca (Thoburn, 1896)

## Étymologie
Le nom du genre Thoburnia a été choisi en l'honneur de Wilbur Wilson Thoburn (d) (1859-1899), ichtyologiste américain qui a notamment décrit Thoburnia rhothoeca (sous le protonyme de Catostomus rhothoecus) et qui a enseigné la bionomique à l'Université Stanford (où David Starr Jordan était président).